# 가나안 농군학교
가나안 농군학교는 개신교 장로인 김용기(1909년-1988년)가 "한손에는 성서를, 한손에는 괭이를"이라는 신념에 따라 1962년에 설립한 기독교 합숙교육기관이다. 교육과 노동을 통한 의식교육이 특징이다.
대한민국에서 가장 오래된 성인 교육기관으로 초창기에는 농업인을 대상으로 하여 설립되었다. 새마을 운동의 정신교육의 원형을 제공하였다.
현재 하남시에 제1가나안농군학교가 있고 다양한 분야와 연령대의 사람들을 대상으로 교육하고 있다. 산하기관으로는 청소년 교육원, 효도학교 등이 있다.
교육수요의 증가에 따라 확장, 개척하여 1973년에 문을 연 또 하나의 가나안농군학교가 원주에 있으며 역시 다양한 분야와 연령대의 사람들을 대상으로 교육하고 있다. 연세대학교 원주캠퍼스와 협력하여 개발도상국 지도자들을 개척자로 길러내는 가나안세계지도자교육원을 2008년에 설립하여 200명 이상(2012년 3월 현재)을 교육했다. 또한 개발도상국가의 진정한 발전을 위해 현지에서 변화된 지도자를 양성하는 가나안농군학교를 9개 국가 11지역에 설립하여 진행 중이고 5개 국가에서 추진 중이다. 
2001년부터 세계가나안운동 (World Canaan Movement)가 유엔 공보국(UN DPI) 협력 NGO의 지위를 획득하고 NGO 본부(IHQ)로서 해외의 가나안농군학교와 국내의 원주, 양평, 영남가나안교육원, 가나안세계지도자교육원과 함께 국제 NGO로서 활동하고 있다.
코로나 이후 단순한 필요를 채워주는 NGO 구호단체를 넘어 가나안정신을 통해 삶에서 지속적 변혁과 경제적 자립을 이루는 교육을 이뤄가며 새로운 NGO의 패러다임을 만들고 국내외의 가나안교육과 글로벌 문제해결에 지속적이고 근본적인 해결을 제시하고있다.

## 교육 과정
2014년 10월 양평에 가나안 농군학교를 이전하여 교육하기 전까지는 개인의 건강과 재정상태를 점검할 수 있는 커리큘럼은 없었다.
이것을 김평일 가나안농군학교 제1교장은 “개인의 무한한 희생만을 강요하는 봉사와 헌신이 아니라, 몸과 마음이 건강하고 재정적으로 건전한 상태에서 사회에 봉사하는 것이 더욱 바람직하지 않겠느냐”고 평했다.